# Bruckhausen

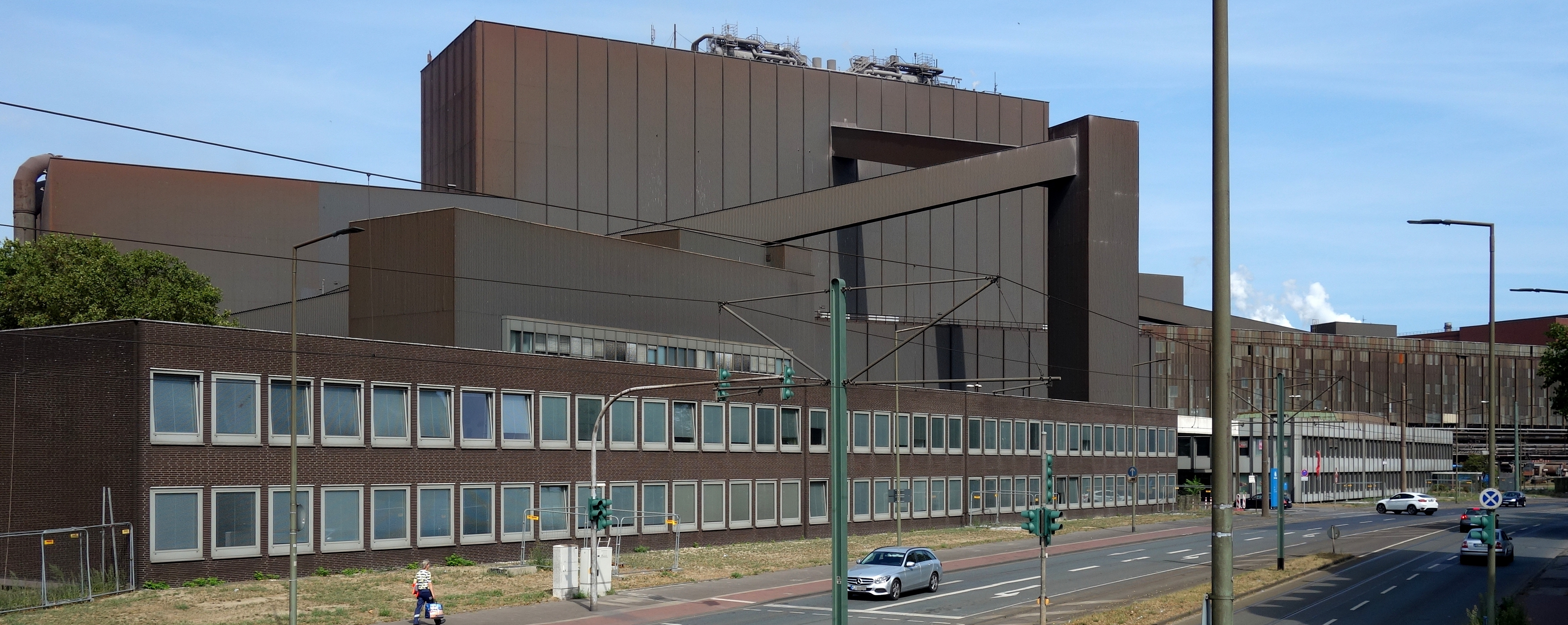
Stahlwerk Thyssenkrupp, 2022.

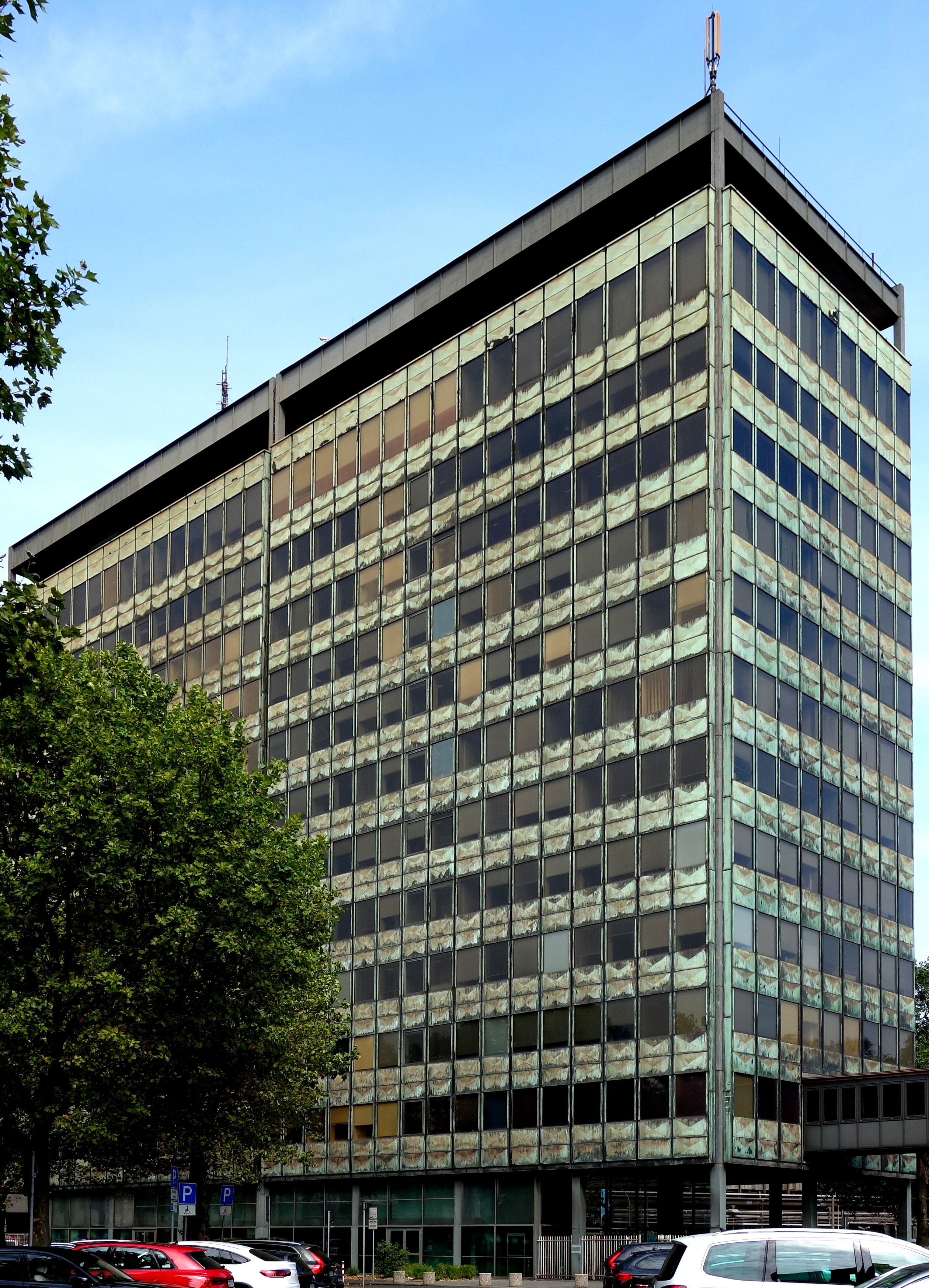
Hauptverwaltung Thyssenkrupp, 2022.

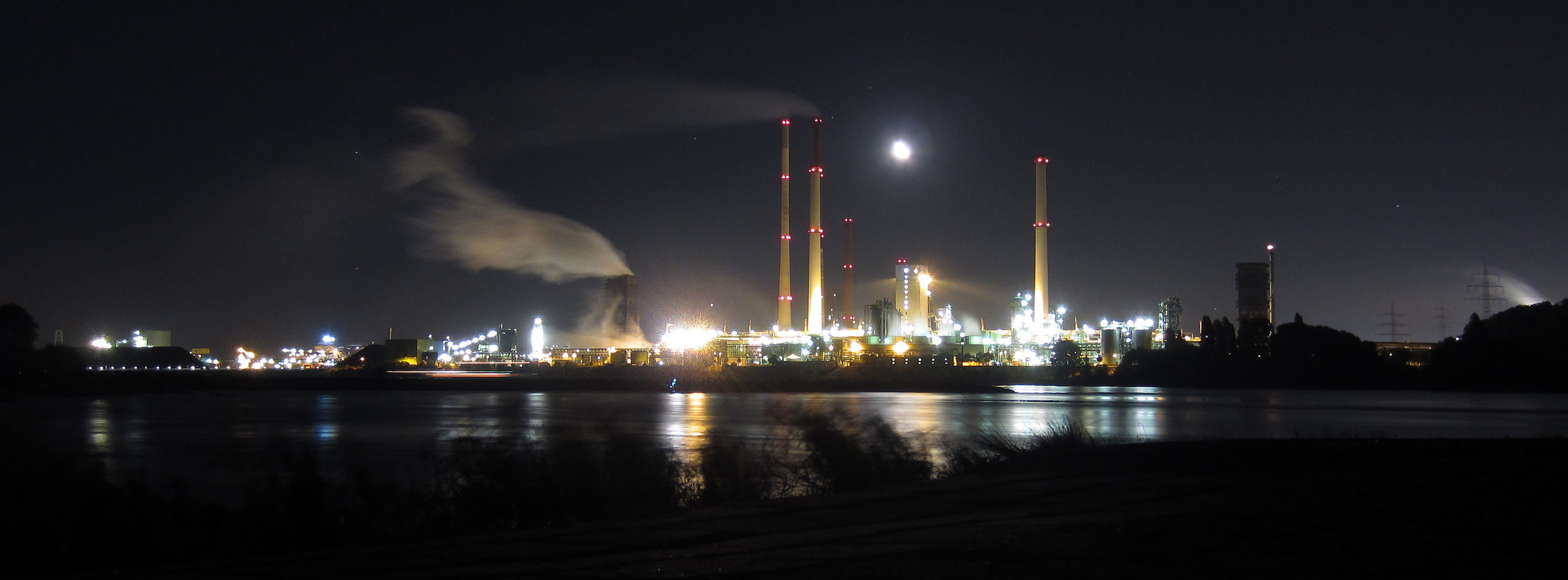
Blick über den Rhein: Kokereibetrieb Schwelgern GmbH bei Nacht, 2012

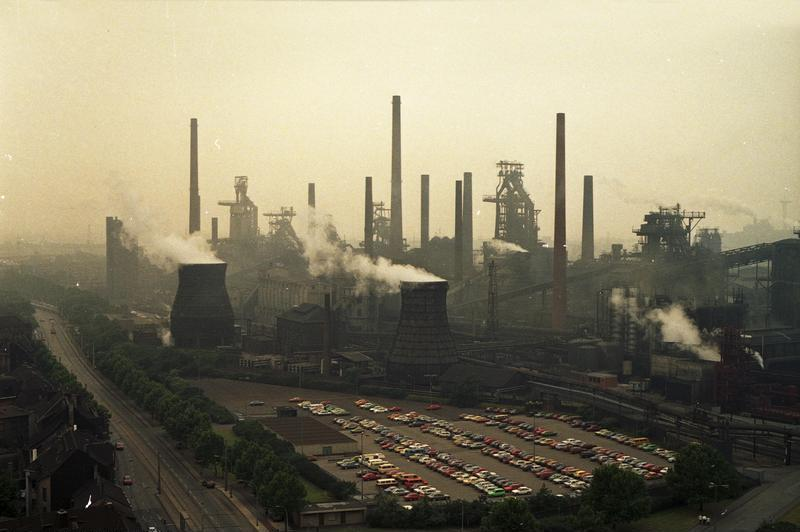
Kokerei und Hochöfen des Thyssen-Stahlwerks in Bruckhausen, 1988.

Bruckhausen ist ein Duisburger Stadtteil im Stadtbezirk Meiderich/Beeck. Er gehörte früher zum Stadtkreis Hamborn, der 1929 mit dem Stadtkreis Duisburg vereinigt wurde.

## Geschichte
Der deutsche Industrielle August Thyssen kaufte seit 1889 von den Bauern im wenig ertragreichen Streusiedlungsgebiet der Emscher umfangreichen Grundbesitz auf und gründete 1891 in der Bauerschaft Bruckhausen die nach ihm benannte Hütte. Er nutzte die wachsende Bedeutung des Rheins als Transportweg für Erz und Kohle.
Mit dem Ausbau des Thyssen-Kokerei-Geländes erlebte der Stadtteil um 1900 seinen Aufschwung. Davon zeugen bis heute geschlossene Reihen von Wohnbauten aus dieser Zeit, wie sie vor allem in der Reinerstraße, aber auch in Teilen der Schulstraße, als Ensemble mit aufwändigen roten und gelben Stuckfassaden zu finden sind.
Durch die im benachbarten Hamborn schon in seinem Besitz befindlichen Schächte der Gewerkschaft Deutscher Kaiser, die ab 1919 in Friedrich Thyssen umbenannt wurde, verfügte August Thyssen über die nötigen Fettkohlevorkommen für die Errichtung eines vertikal integrierten und weitgehend autarken Hüttenwerks. Der Stadtteil Bruckhausen entstand östlich dieses Werks und grenzte unmittelbar an die Industrieanlagen. Der vorhandene Baubestand wurde von Thyssen durch Arbeitersiedlungen südlich des Heinrichplatzes erweitert. Im Zuge dieser Expansion entstand eine stadtteiltypische Mischung aus repräsentativen, vom Historismus geprägten Gründerzeitbauten mit großstädtischem Charakter und Werkssiedlungen.
In seiner Blütezeit in den 1920er Jahren entwickelte sich in Bruckhausen ein industrieller Reichtum, der sich insbesondere durch Casinos und das Apollo-Theater widerspiegelte. Als Nord-Süd-Achse der neuen Ansiedlung wurde die Kaiser-Wilhelm-Straße angelegt und durch repräsentative Bauten wie ein Opernhaus, Beamtenkasinos und die Thyssen-Verwaltung flankiert.
Seit jeher war die Bevölkerungsstruktur Bruckhausens von Migration geprägt. Durch eine erfolgreiche Anwerbepolitik Thyssens stammte zu Beginn des 20. Jahrhunderts die überwiegende Zahl der Bruckhausener aus Posen. Darüber hinaus waren auch sehr viele Bewohner aus anderen Nationalitäten vertreten, unter anderem aus der Türkei, Italien, Österreich, Polen, den Niederlanden, Russland und Schweden.
Im Zweiten Weltkrieg erlitt Bruckhausen nur vergleichsweise geringe Schäden und bewahrte in großen Teilen sein gründerzeitliches Erscheinungsbild.
Ab 1960 zogen vermehrt Gastarbeiter in den Stadtteil. Später folgten die Familien der Einwanderer und so entstand nach und nach ein signifikant multiethnisches Viertel mit einem hohen türkischstämmigen Anteil.
Mit diesem jahrelangen Ausländeranteil von über 50 % (Ende 2023: 54,9 %) war Bruckhausen einer der ersten Stadtteile mit dieser Bevölkerungsstruktur. Daher dient er als Modell für Wissenschaftler, die die Entwicklung ethnisch-kultureller Konflikte untersuchen.
Die religiöse Entwicklung Bruckhausens korrespondiert mit der sich verändernden Bevölkerung: Zu der Anfang des 20. Jahrhunderts errichteten evangelischen Kirche an der Dieselstraße und der katholischen Liebfrauenkirche am Wilhelmplatz gesellten sich mehrere Hinterhofmoscheen sowie 2004 die erste Neubaumoschee in Duisburg an der Dieselstraße.
Bruckhausen erlangte Bekanntheit, als der Autor Günter Wallraff sein Buch Ganz unten schrieb (er lebte dabei zeitweise in Bruckhausen). Ferner spielte der Tatort-Kommissar Horst Schimanski immer wieder in Bruckhausen und verbreitete so ein Bild des „schmuddeligen Ruhrgebiets“. Dass es im alltäglichen Leben Bruckhausens wenig spektakulär zugeht, zeigt der 1994 entstandene Dokumentarfilm Raulins Revier, der einen Bruckhausener Polizisten bei seiner Arbeit begleitet.

## Rückbau und Sanierungsmaßnahmen
Im Bereich der Dieselstraße, Ottokarstraße und Heinrichstraße wurden in den letzten Jahren mit öffentlichen Mitteln viele Häuser saniert und die Fassaden renoviert. Bis 2015 stehen privaten Eigentümern bis zu 70 % Förderung aus öffentlichen Mitteln zur Sanierung ihrer Gebäude zur Verfügung.
Auch in die öffentliche Infrastruktur wurde investiert. Beispiele sind der Kulturbunker (ein umgebauter Hochbunker) oder die Sanierung des Wilhelmplatzes.
Die Gebäude an der Kaiser-Wilhelm-Straße, dem „Kringelkamp“ und in Teilen der direkt angrenzenden Straßen wurden dagegen aufgrund überdurchschnittlichen Leerstandes und mitunter schlechter Gebäudezustände im Zeitraum von circa 2010 bis 2015 abgebrochen. Die Edithstraße, der Kringelkamp sowie der westliche Abschnitt der Heinrichstraße verschwanden dabei vollständig. An ihre Stelle trat der nicht unumstrittene Grüngürtel Duisburg-Nord.
Anfang 2013 wurde begonnen, den 1965 angefahrenen und seit 2008 stillstehenden Hochofen 4 von ThyssenKrupp zu demontieren. Dieser prägte als Landmarke über 45 Jahre die Silhouette Bruckhausens.

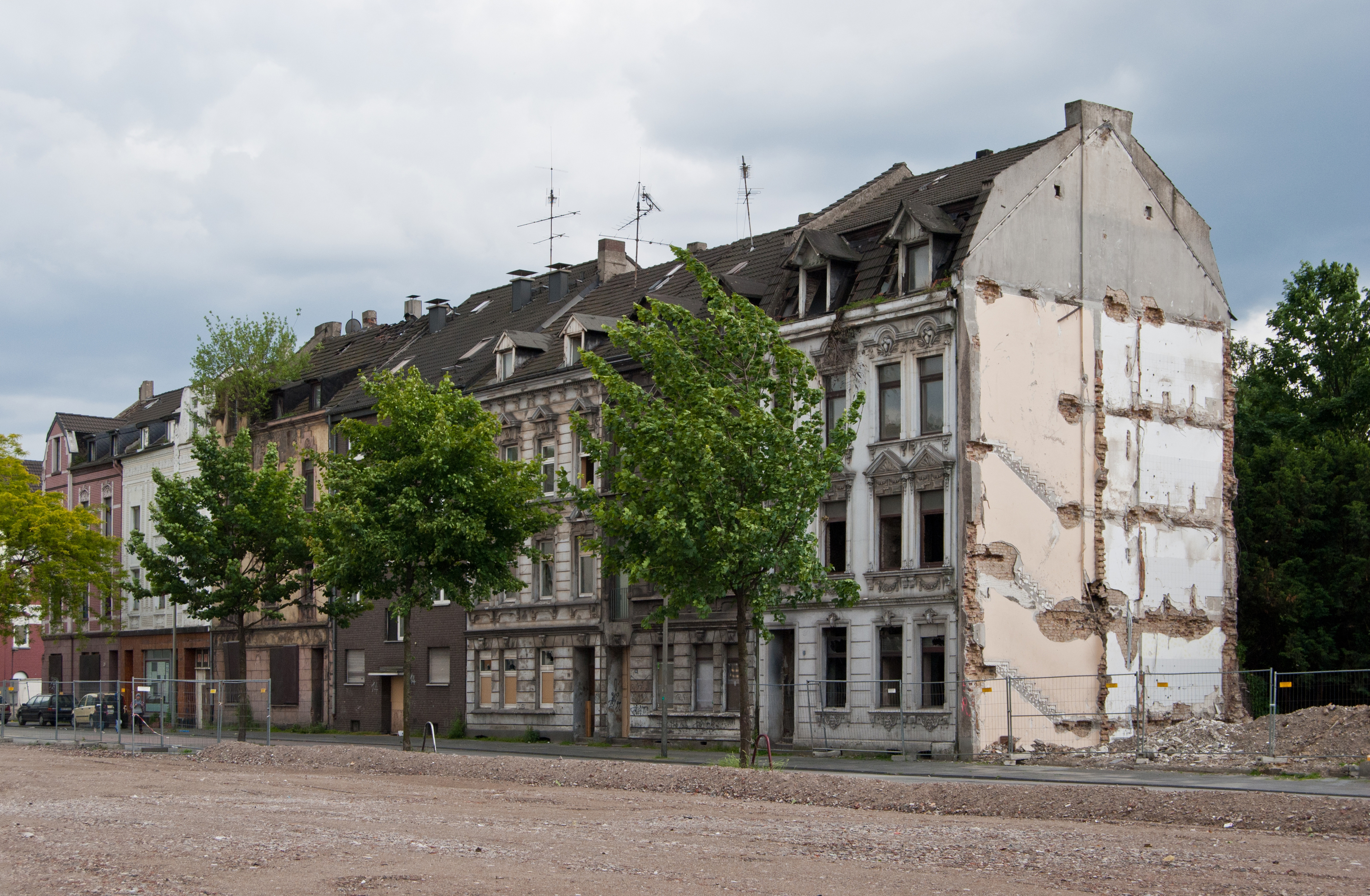
Inzwischen abgerissene Häuser entlang der Heinrichstraße (Juni 2012)
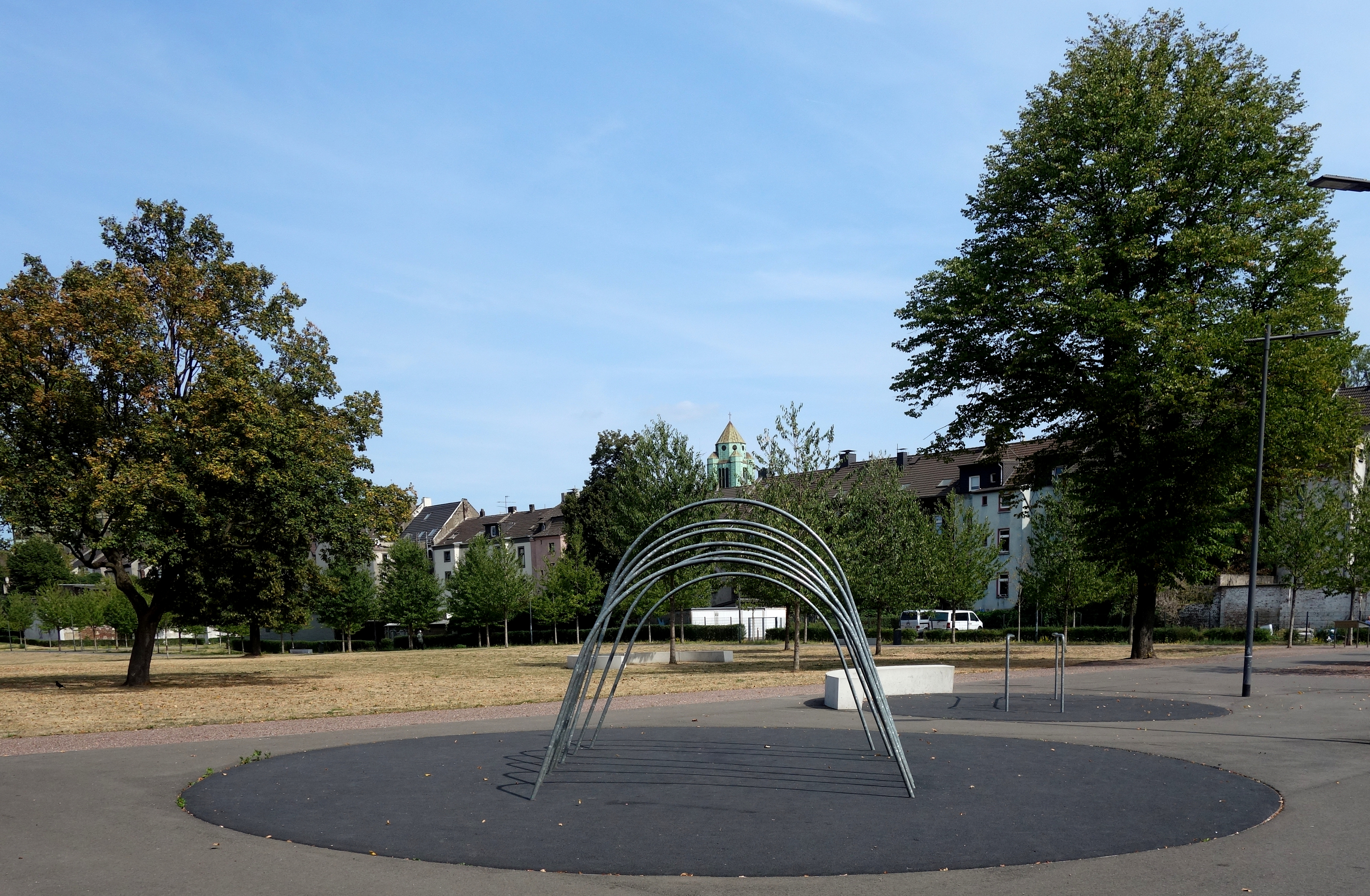
Grüngürtel Nord: Rückseite der Reinerstraße
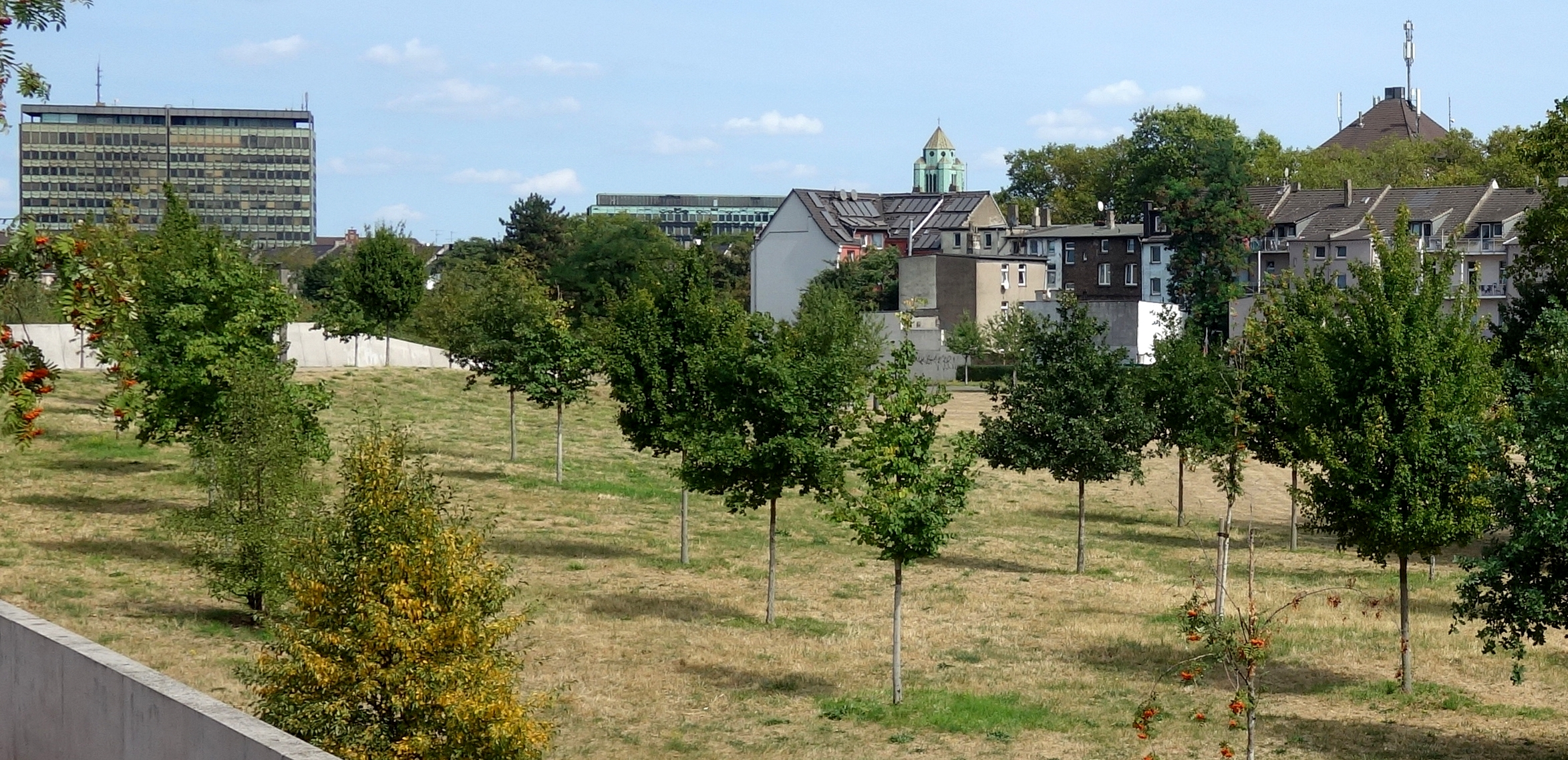
Grüngürtel Nord: im Hintergrund die Thyssenkrupp-Hauptverwaltung

## Zustand nach der Umgestaltung
Die beiden stadtteilprägenden Plätze sind der Wilhelmplatz und der Heinrichplatz. Beide Plätze zeichnen sich aus durch sorgfältig restaurierte und farbig gestaltete Wohnhäuser aus der Gründerzeit mit Jugendstilelementen an den Fassaden.
Westlich der Reinerstraße erstreckt sich der als Erholungspark gestaltete Grüngürtel Duisburg-Nord mit ausgedehnten Rasenflächen, kleinen Alleen entlang der Spazierwege sowie Spiel- und Aussichtsbereichen. Eine Betonbrüstung dient als Schallschutzmauer zu der angrenzenden vielbefahrenen Hauptverkehrsstraße.
Südlich des Parks verläuft die Kronstraße. Die hier zu Beginn des 20. Jahrhunderts entstandenen Wohnhäuser waren den leitenden Angestellten der August Thyssen-Hütte vorbehalten und nicht für die einfachen Arbeiter konzipiert. Das 1903 gebaute ehemalige Beamtenwohnhaus war in seiner äußeren und inneren Gestaltung auf bürgerliche Wohnansprüche zugeschnitten und war damals Teil eines Komplexes ähnlich gestalteter Wohnbauten.
Auf der rechten Seite in östlicher Richtung stehen zwei sich ähnelnde Direktorenvillen in Backsteinbauweise. Sie entstanden in den 1920er Jahren nach Plänen des deutschen Architekten und Hochschullehrers Peter Grund. Auf der gegenüberliegenden Straßenseite befindet sich ein langgestreckter hell verputzter Wohnbaukomplex. Er wurde 1912 für Beamte erbaut.

### Sanierte Straßen

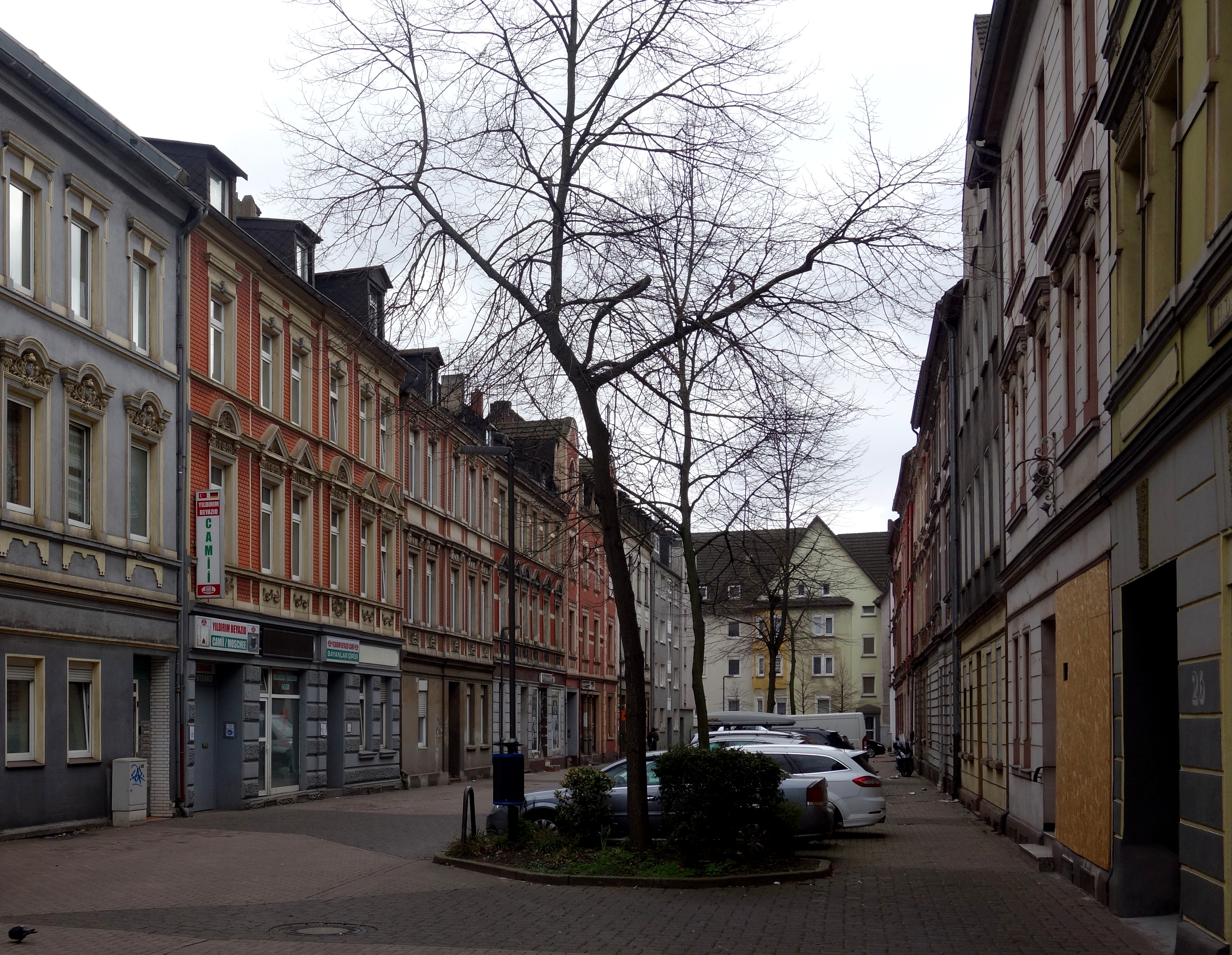
Reinerstraße
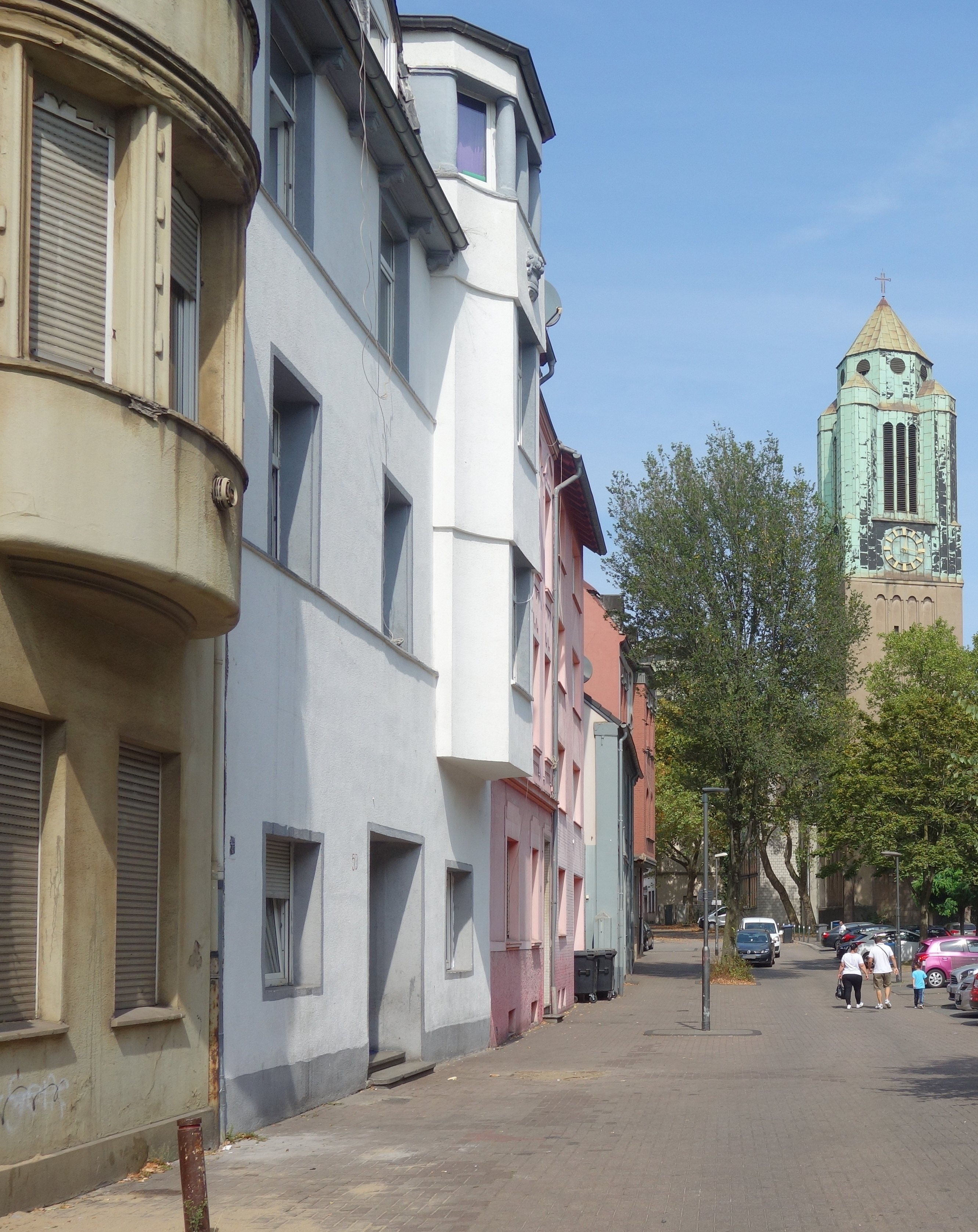
Schulstraße
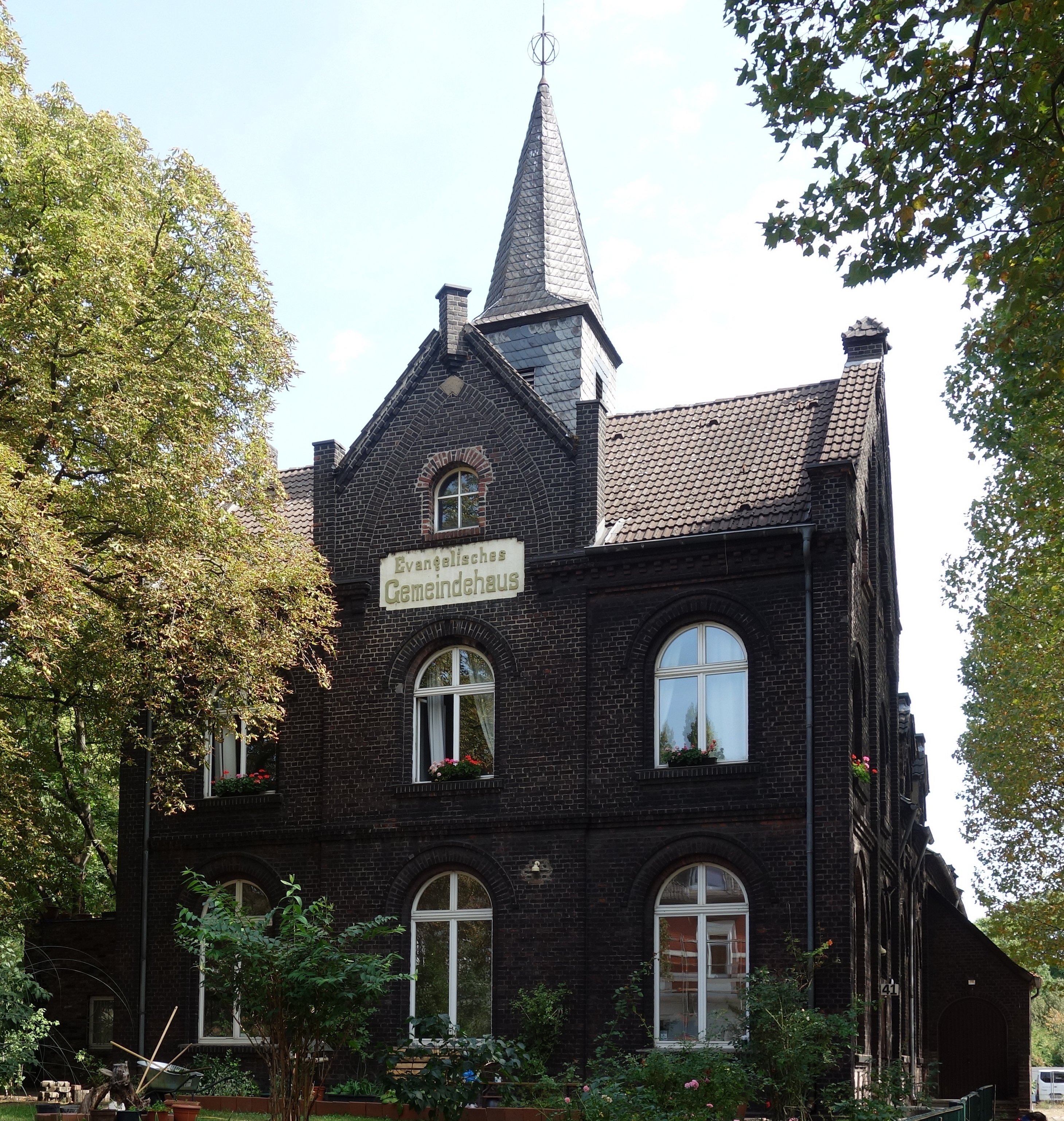
Schulstraße: Evangelisches Gemeindehaus
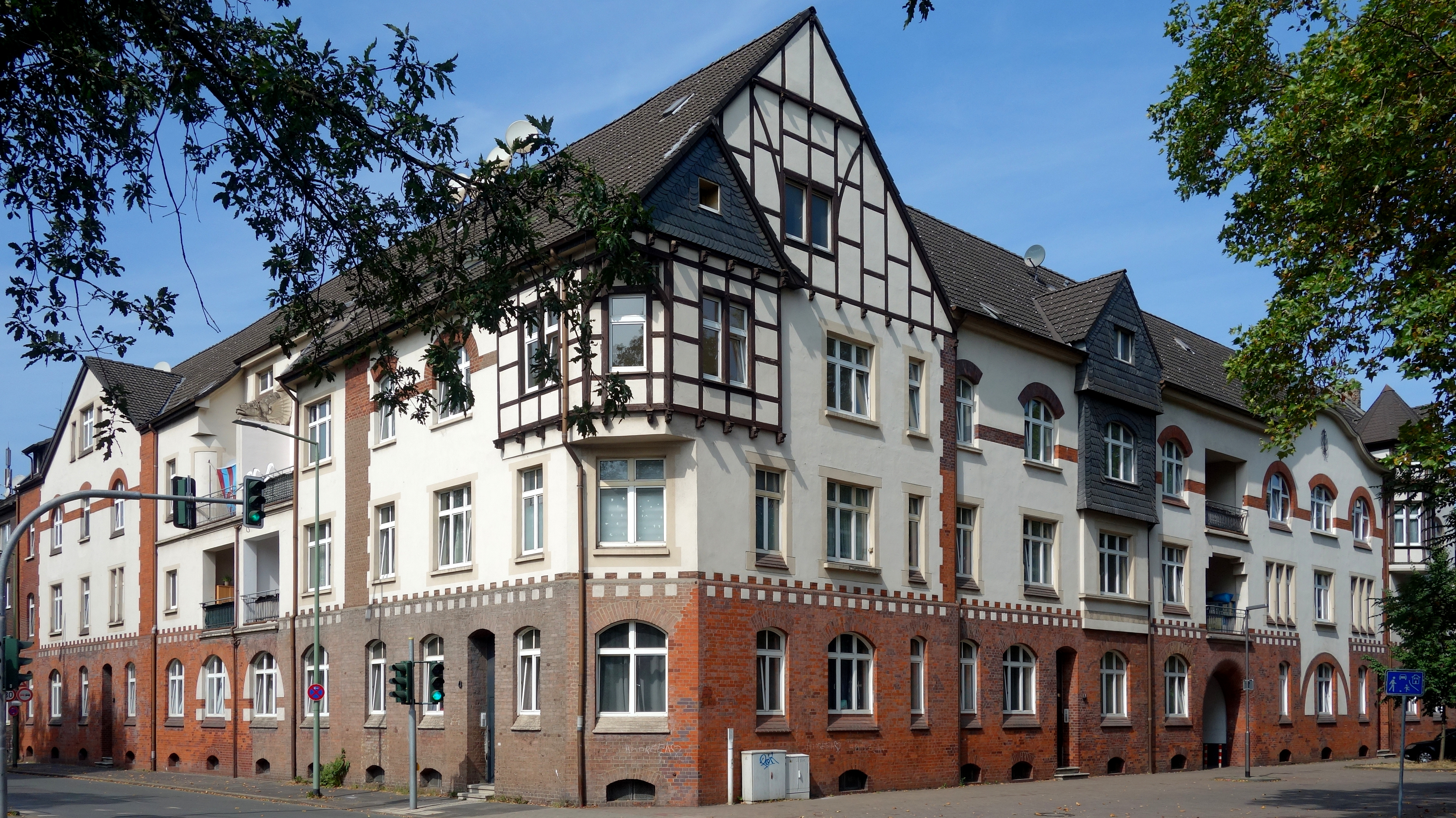
Schulstraße/Dieselstraße: Steigerheim
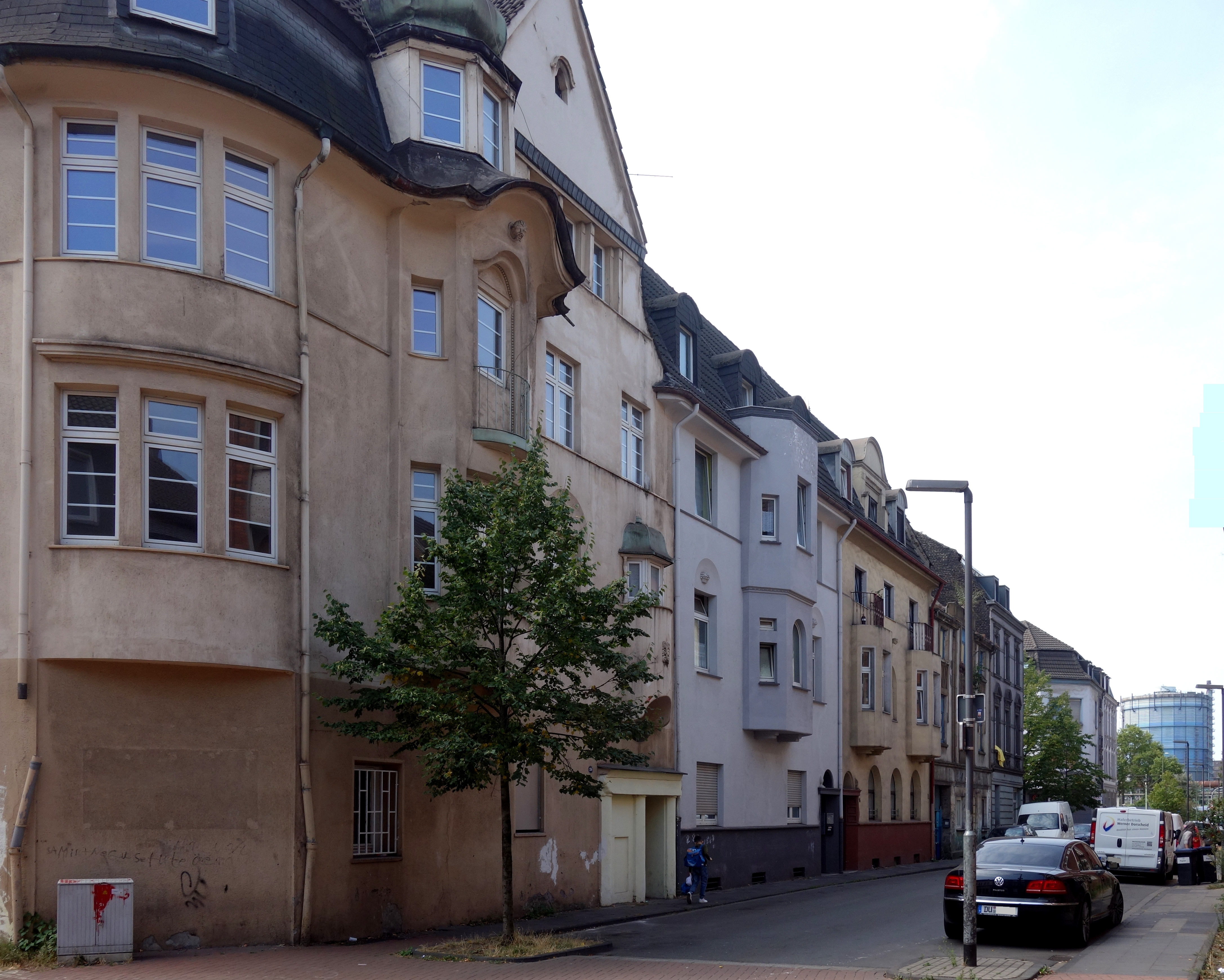
Dieselstraße
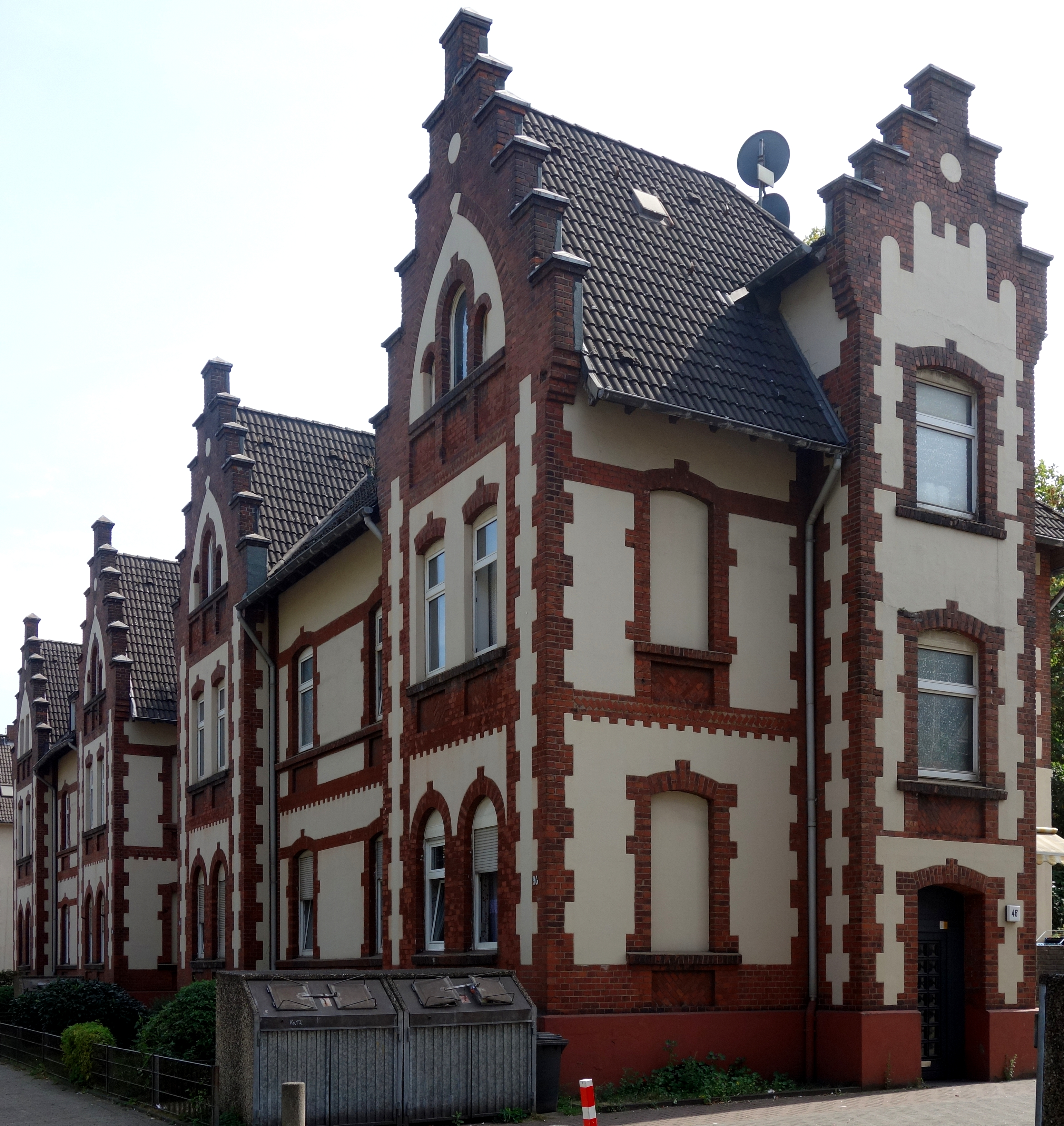
Dieselstraße: Treppengiebel-Häuser
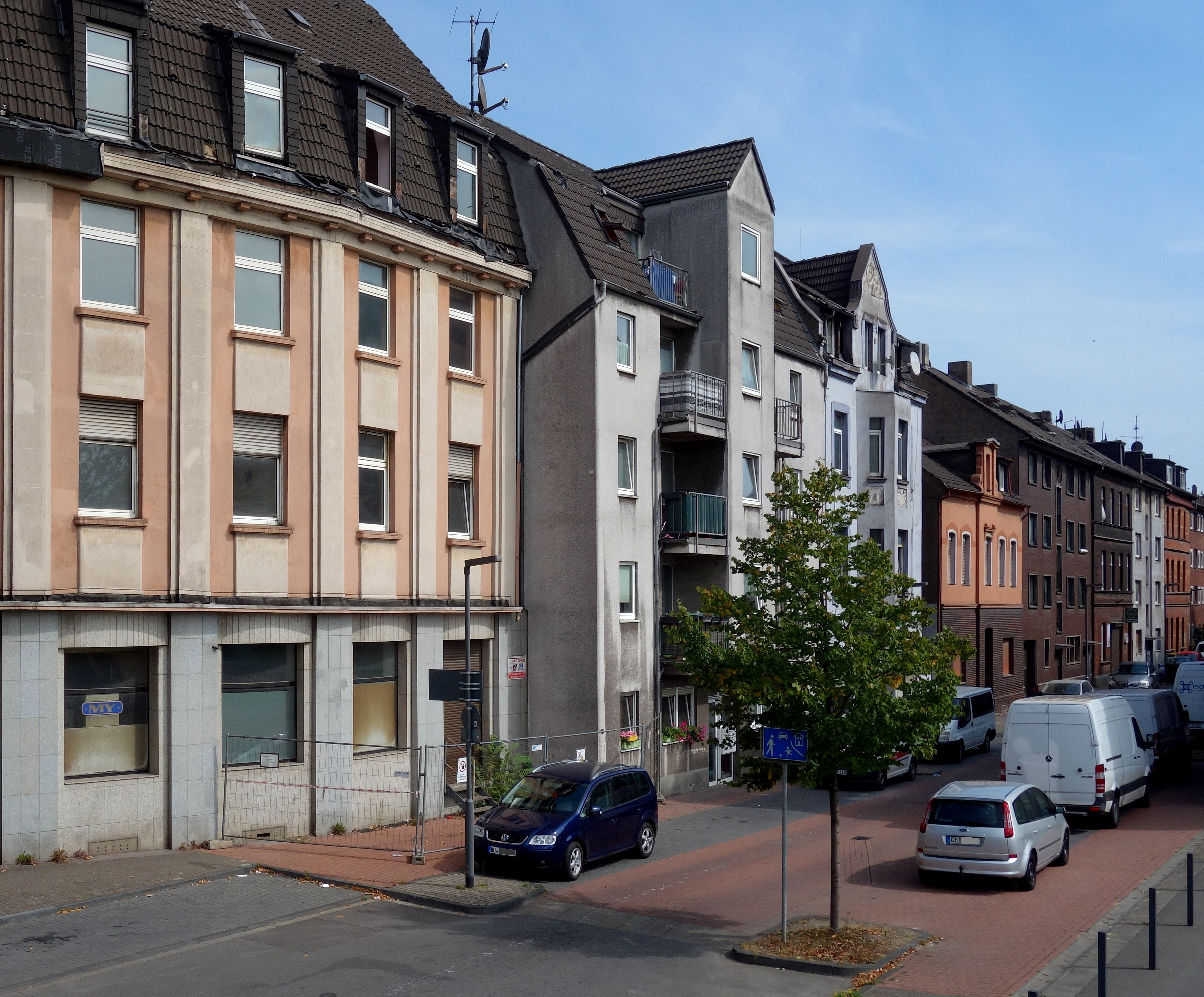
Eilperhofstraße
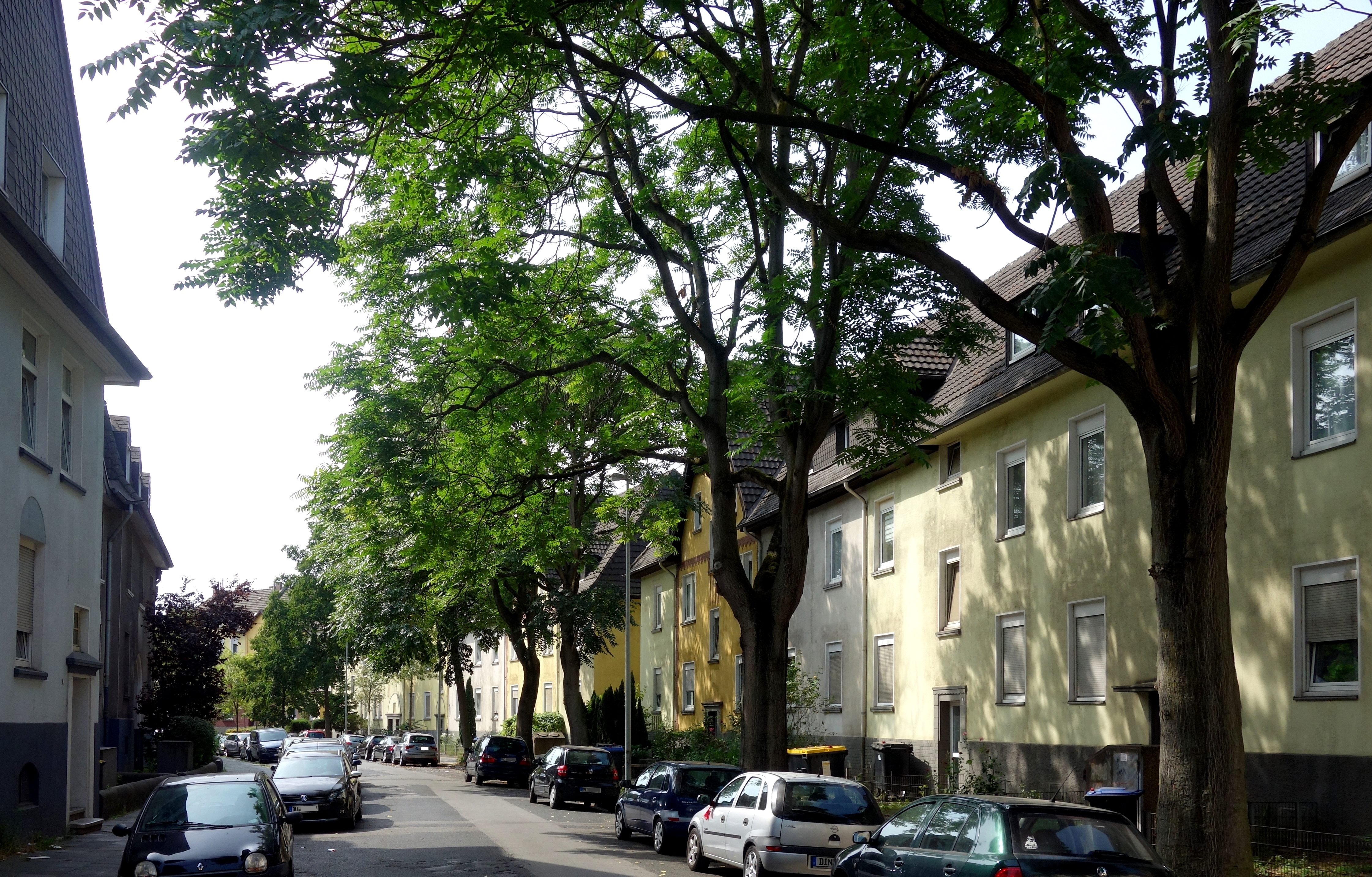
Ottokarstraße
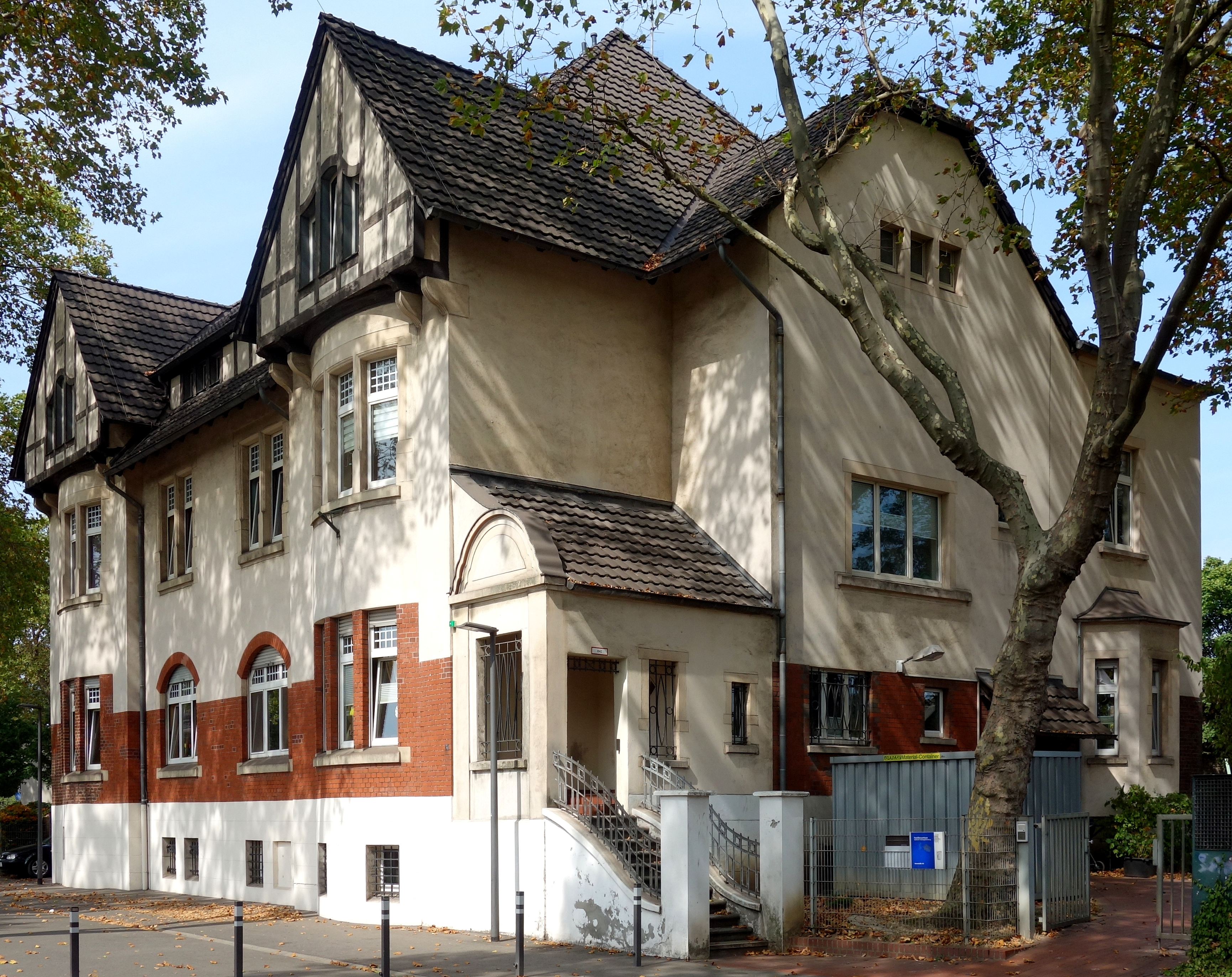
Kronstraße: Ehemaliges Beamtenwohnhaus
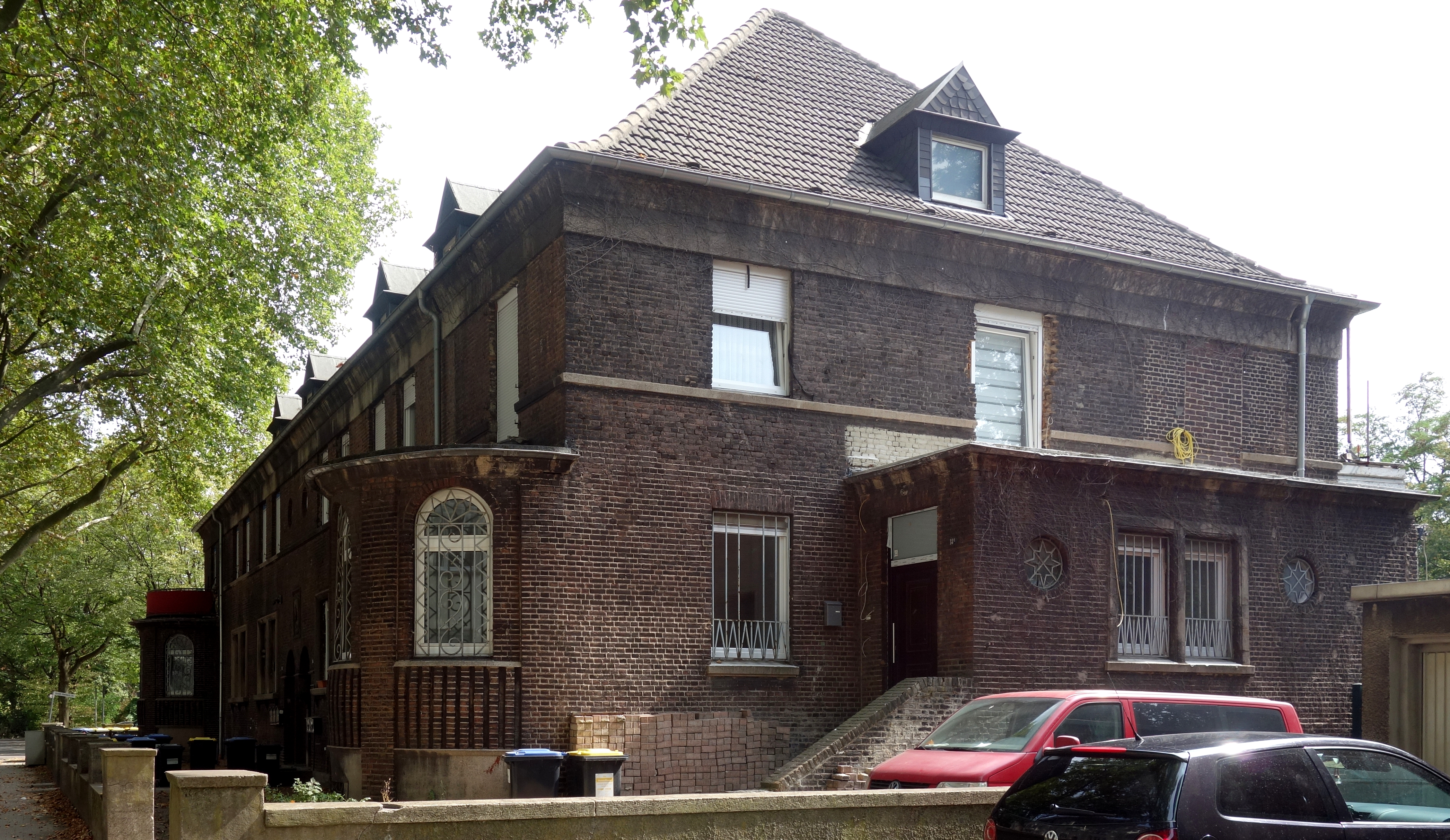
Kronstraße: Ehemalige Direktorenvilla
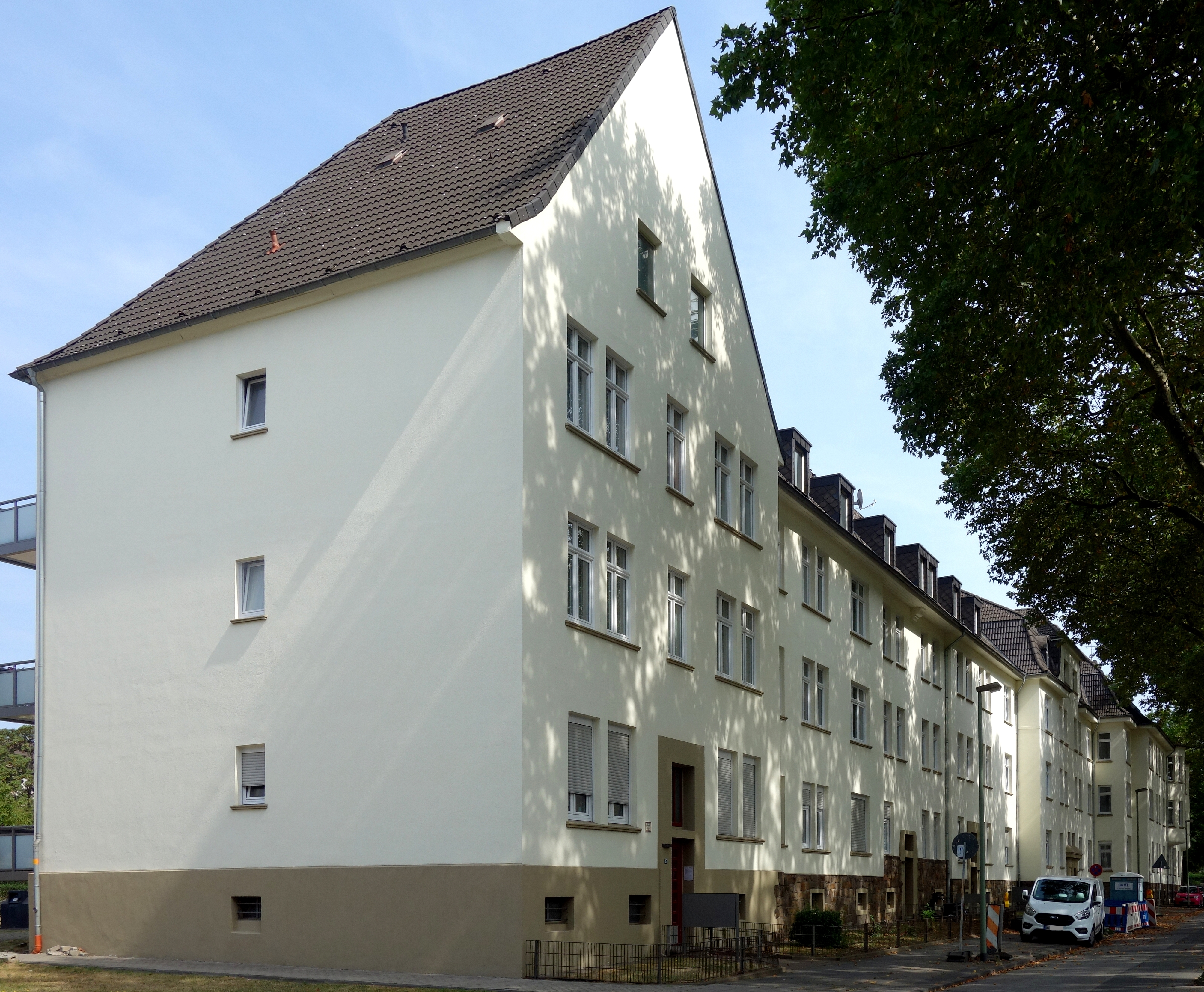
Kronstraße: Ehemalige Beamtenwohnungen
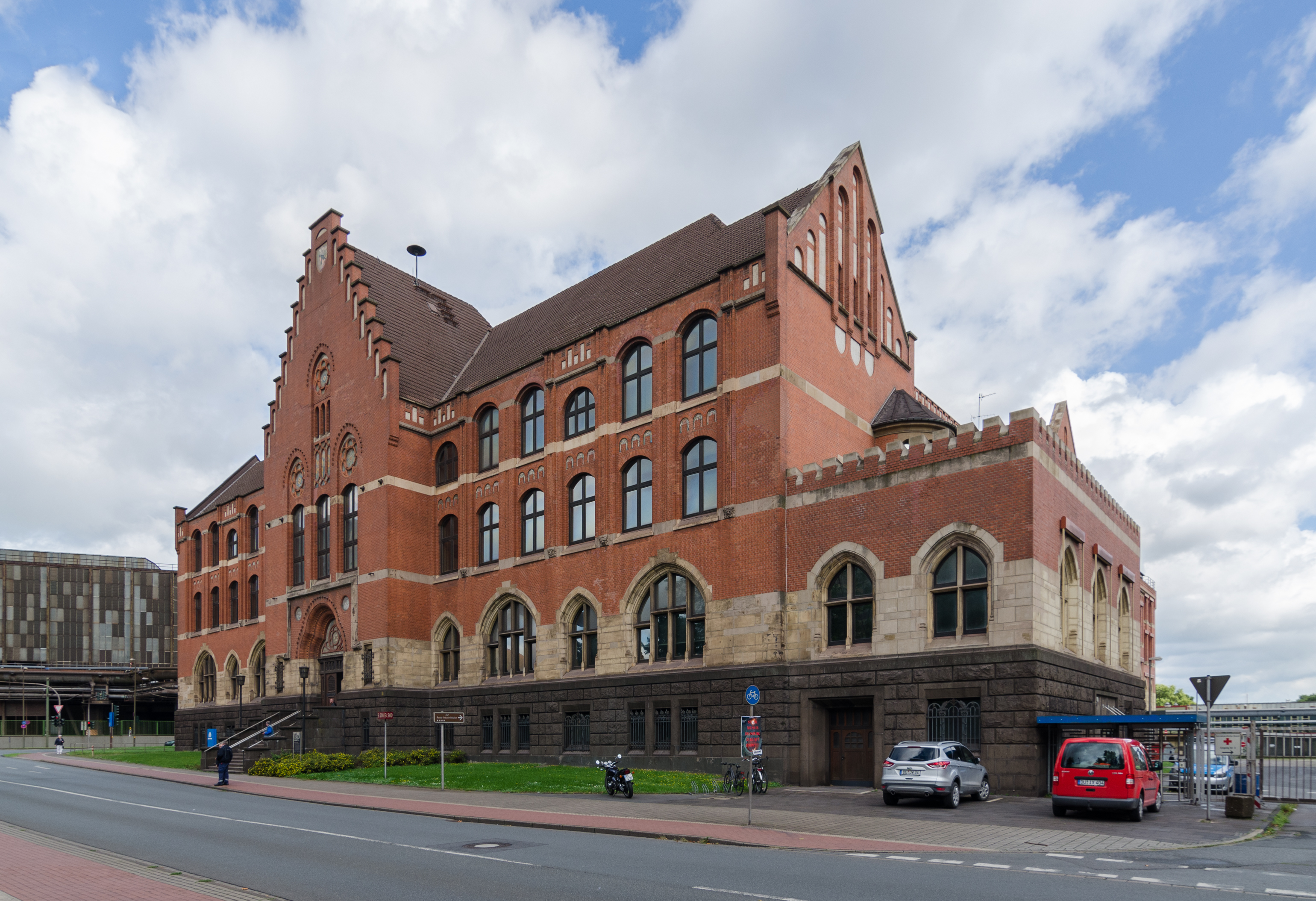
Alte Thyssen-Hauptverwaltung

### Sanierte Plätze

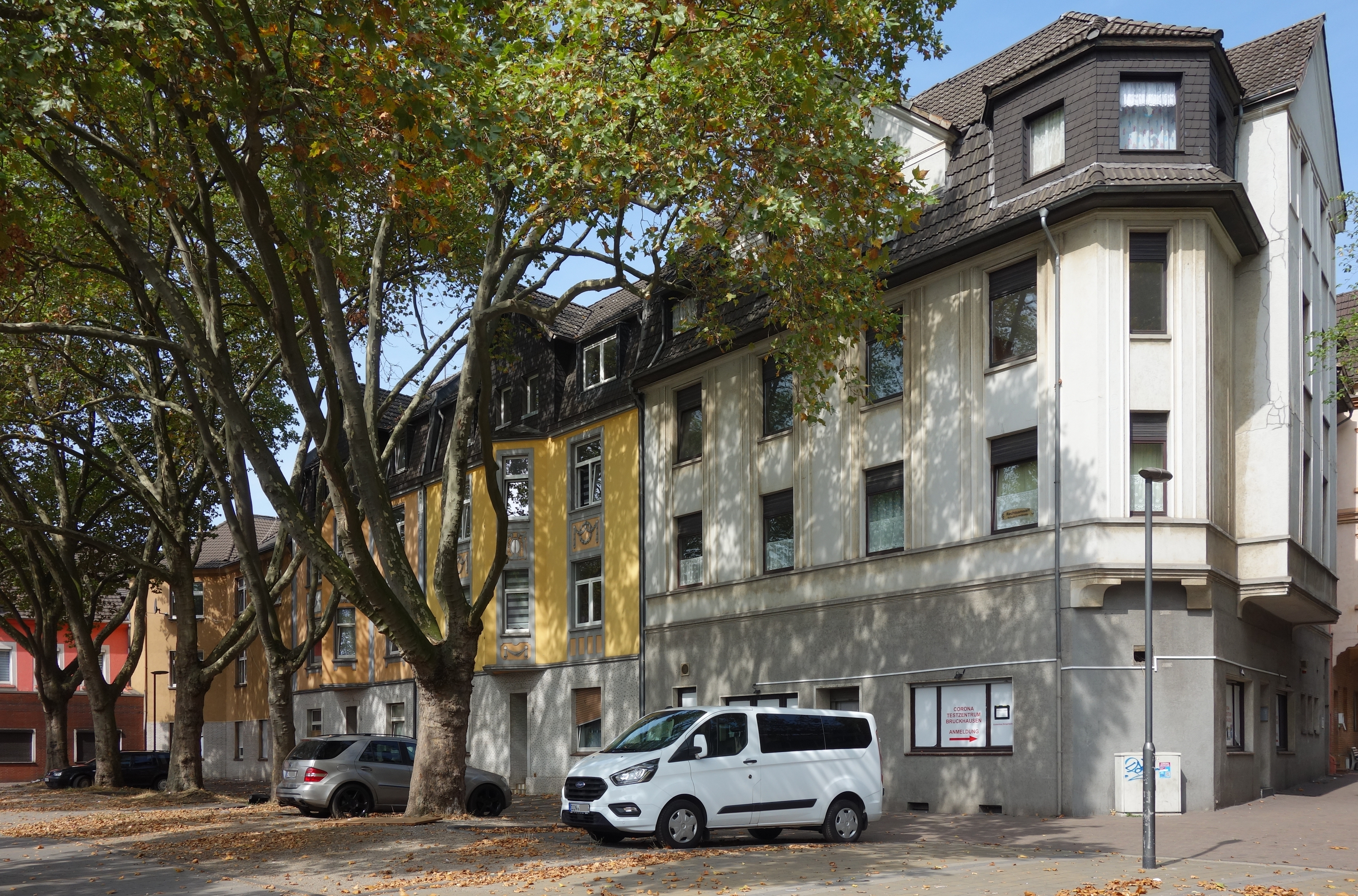
Wilhelmplatz: Nördlicher Teil
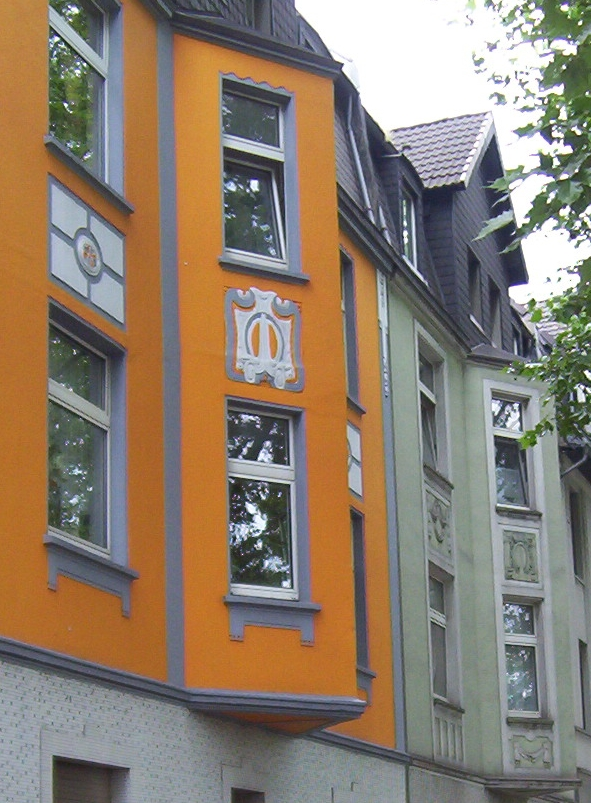
Wilhelmplatz: Erker
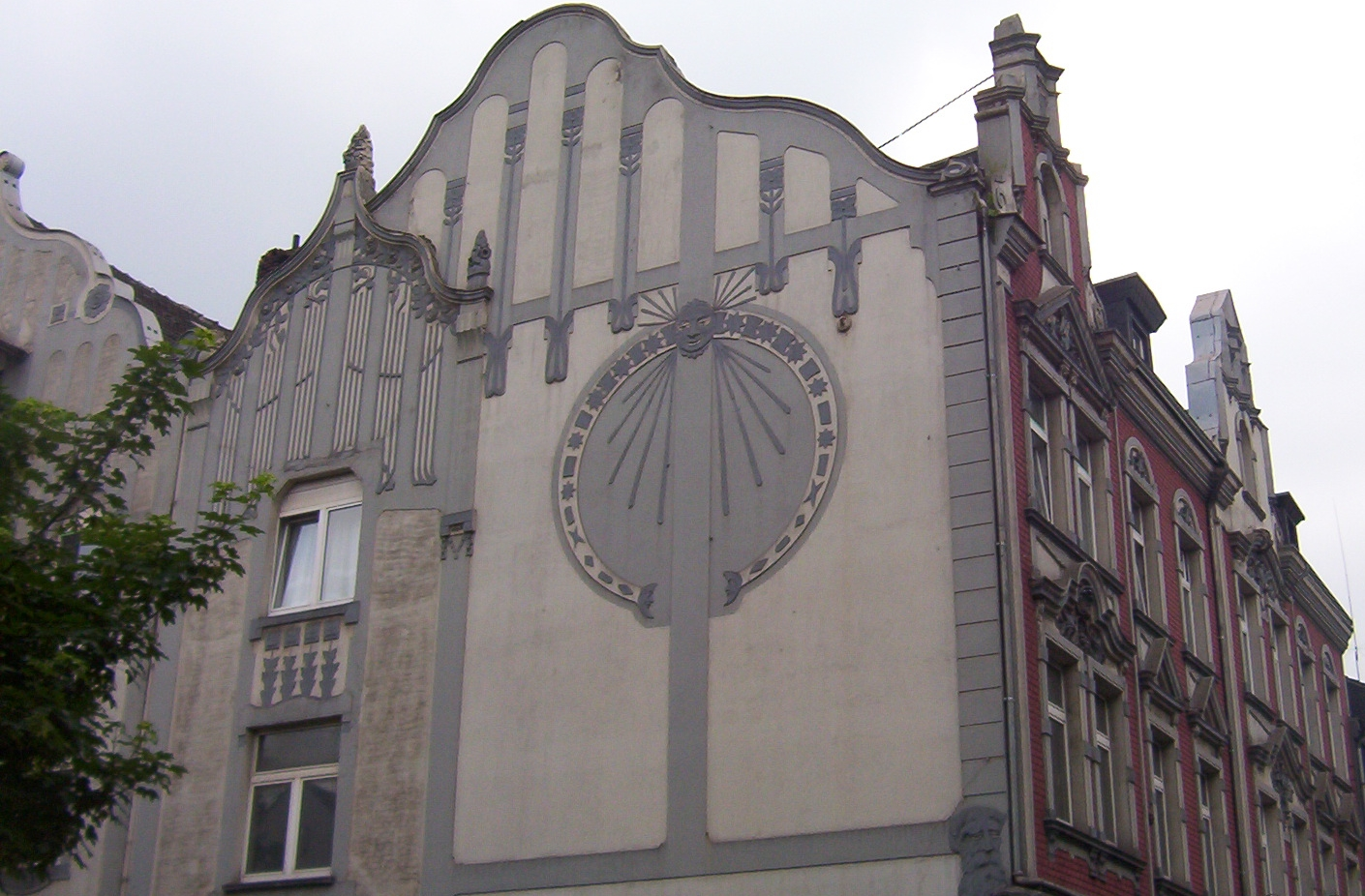
Wilhelmplatz: Jugendstilfassade
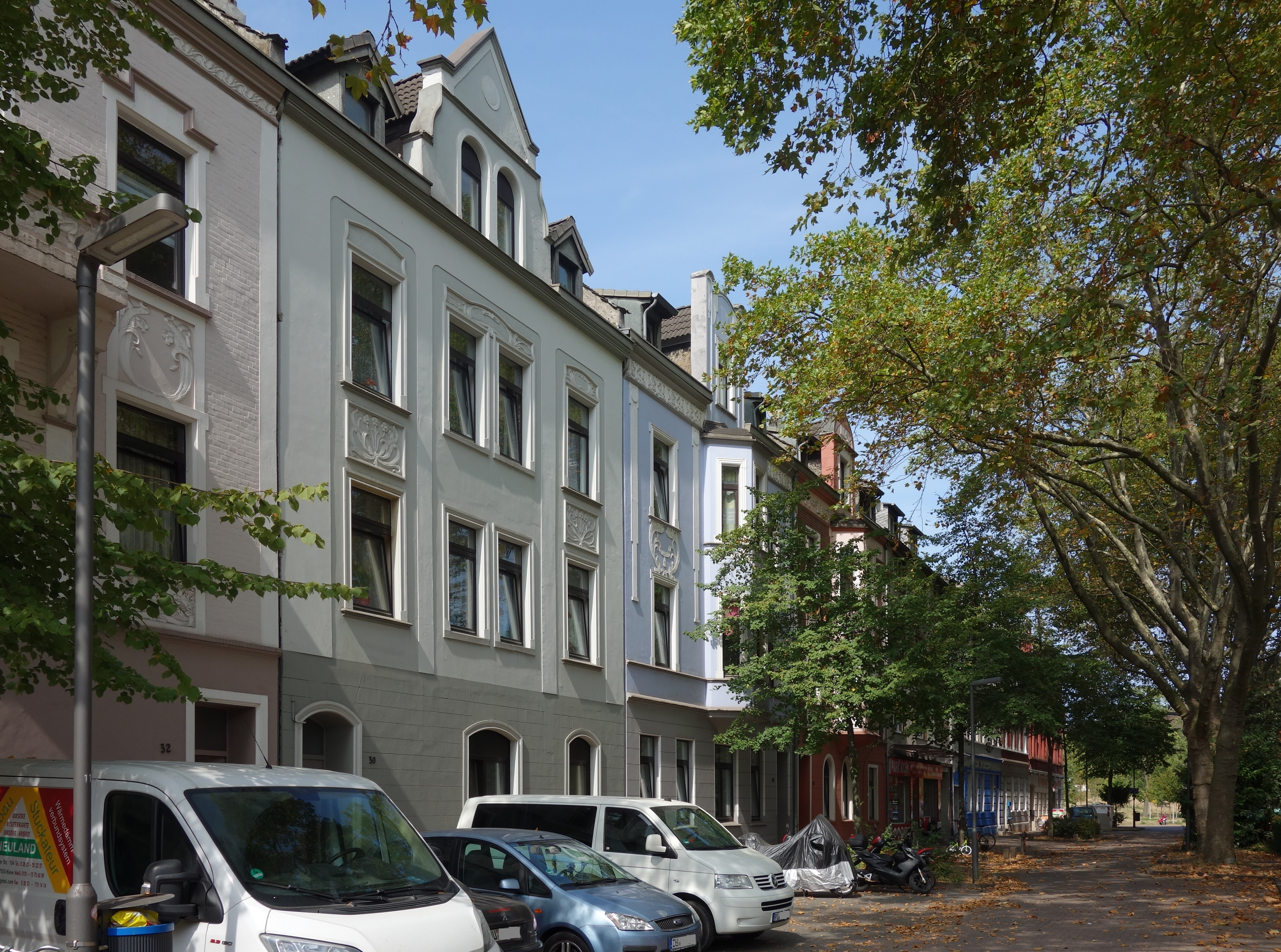
Heinrichplatz: Jugendstil-Häuserzeile
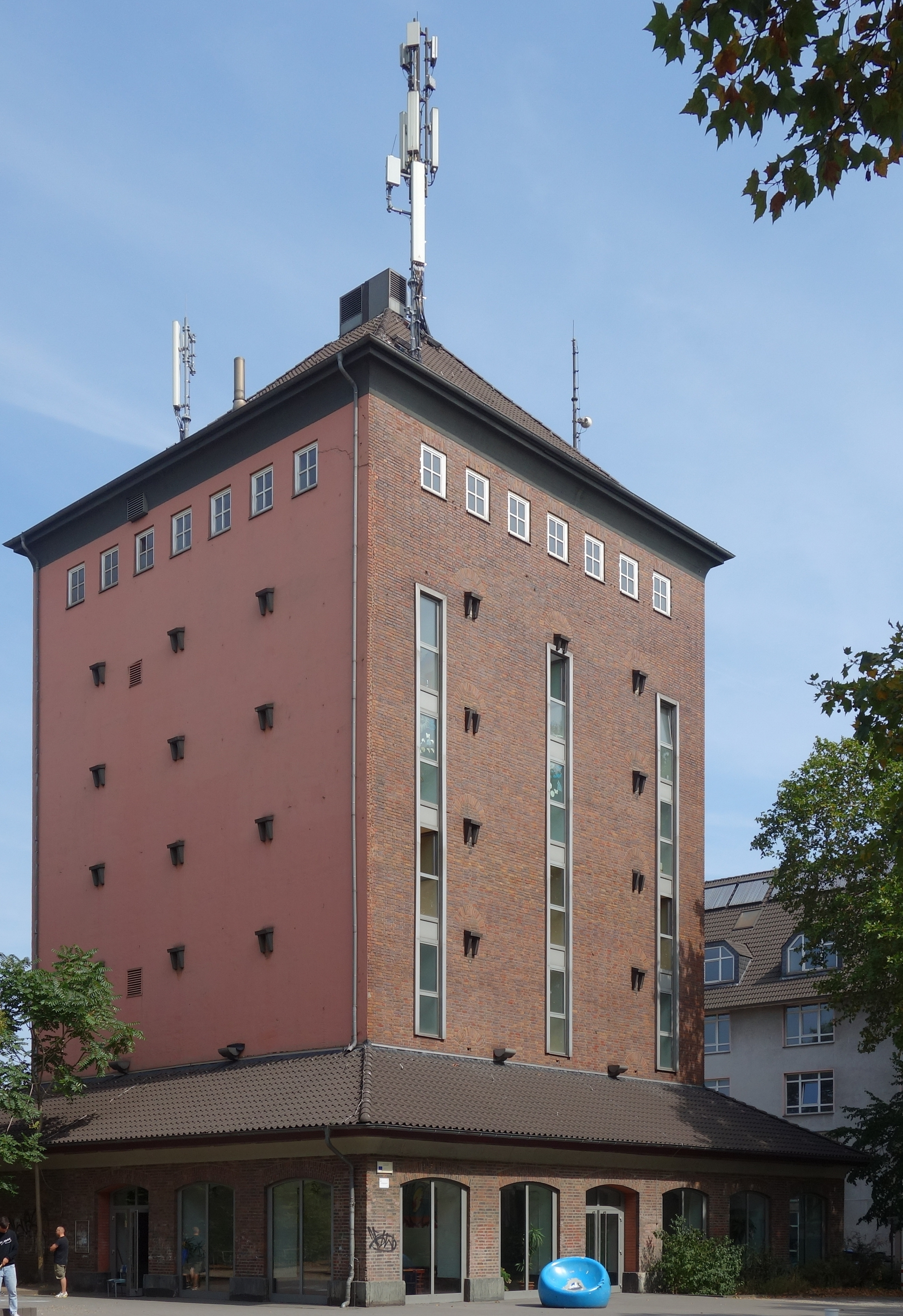
Heinrichplatz: Kulturbunker

## Film
- Das Ist So Togo, NL, D 2006, TV-Show, Regie: Johan Kramer[10]
- Rauliens Revier, D 1994, 87 min., Regie: Alice Agneskirchner[11]